# Джамбо (фильм, 2020)
«Джамбо» (фр. Jumbo) — художественный фильм в жанре фэнтези совместного производства Франции, Бельгии и Люксембурга, премьера которого состоялась в 2020 году. Его сняла Зои Витток по собственному сценарию, главные роли сыграли Ноэми Мерлан и Эмманюэль Берко.

## Сюжет
Главная героиня фильма — застенчивая девушка по имени Жанна, которая работает в парке развлечений ночной смотрительницей. Она влюбляется в новый аттракцион, который называет «Джамбо», и её жизнь полностью меняется.

## В ролях
- Ноэми Мерлан — Жанна
- Эмманюэль Берко — Маргарет
- Бастьен Буйон — Марк
- Сэм Лаувейк — Юбер
- Трэйси Доссу — Фати
- Джонатан Бартольме

## Создание и оценки
Проект был анонсирован в феврале 2018 года. Режиссёром фильма стала Зоя Витток, которая ещё и написала сценарий, главные роли получили Ноэми Мерлан и Эмманюэль Берко. Премьера состоялась 24 января 2020 года на фестивале Сандэнс, месяцем позже картину показали в Берлине. Театральный релиз в Бельгии начался 18 марта того же года, во Франции — 1 июля.
Картина была номинирована на премию «Магритт» в двух номинациях, включая «Лучший дебют». На сайте-агрегаторе отзывов Rotten Tomatoes она получила рейтинг 78 % со средней оценкой 6,8 из 10. Рецензенты с этого ресурса уверены: «Всё, чего этой поразительно необычной истории любви недостаёт в изяществе повествования, компенсируется оригинальностью». На сайте Metacritic «Джамбо» получил среднюю оценку 54 из 100, что указывает на «смешанные или средние отзывы».